# Odpowiedzialność na zasadzie ryzyka
Odpowiedzialność na zasadzie ryzyka – rodzaj odpowiedzialności cywilnej według polskiego prawa cywilnego. Opiera się na założeniu, że ten, kto eksploatuje pewne niebezpieczne dla otoczenia urządzenia wykorzystujące siły przyrody lub posługuje się dla realizacji swoich interesów podległymi mu osobami, powinien ponosić odpowiedzialność za szkody stąd wynikłe dla innych osób, chociażby nie był winny.
Odpowiedzialność na zasadzie ryzyka zawarta jest w artykułach 430, 433–436, 474 Kodeksu cywilnego. Od odpowiedzialności na zasadzie ryzyka można uwolnić się wykazując przynajmniej jedną z okoliczności egzoneracyjnych.

## Wyjątki
W niektórych sytuacjach przewidziane są wyjątki, w których nie stosuje się zasady ryzyka, lecz zasadę winy:
- Art. 433 – Zgodnie z orzeczeniem Sądu Najwyższego z dnia 19 lutego 2013 r. (sygn. akt III CZP 63/12), przepis art. 433 kodeksu cywilnego nie ma zastosowania do odpowiedzialności za szkodę polegającą na zalaniu lokalu położonego niżej z lokalu znajdującego się na wyższej kondygnacji[2].
- Art. 436 § 2 – W przypadku zderzenia pojazdów mechanicznych i przewozu osób z grzeczności odpowiedzialność posiadacza pojazdu kształtuje się na zasadzie winy[3].